# 武尊神社 (片品村花咲)
武尊神社（ほたかじんじゃ）は、群馬県利根郡片品村花咲にある神社。祭神は日本武尊ほか23柱で、旧社格は村社。重要無形民俗文化財「片品の猿追い祭り」で知られる。

## 概要
『上野国神名帳』利根郡「従一位 實高明神（総社本）/保寳明神（一宮本）/保寳高明神（群書類従本）」としてみえるのが武尊神社であり、本来は武尊山に対する山岳信仰であったとみられるが、のちに日本武尊の東征伝説と結びつけられて日本武尊を祭神とするようになっている。
利根郡には武尊神社が十数社存在しているが、尾崎喜左雄はその本社を特定することは困難であるとしている。『当郷旧家英名』では当社を利根郡の総鎮守で、武尊山信仰の中心地であるとしている。
『当郷旧家英名』や記念碑によると建治2年（1276年）の創建とされるが、建長8年（1256年）沼田氏初代・沼田景泰によって創建されたとの伝承もある。天文17年（1549年）に武田信玄が鰐口を寄進している。
元禄4年（1691年）に社殿を再建したとの記録があり、一間社流造の本殿（片品村指定重要文化財）は建築様式から17世紀後期から18世紀初頭の建築とみられている。
1908年（明治41年）に花咲村内の栗生武尊神社・栃久保諏訪神社・井戸尻諏訪神社を合祀した。

## 片品の猿追い祭り
昔武尊山に白い毛の大ザルが住み、里に下りて作物を荒らすなど害をなしたので、それを神にすがって追い払おうとしたことから始まったとも、猿を追い払った年が豊作であったことから始まったともされる。300年の歴史があると伝わる。
祭事が行われるのは旧暦9月の申の日。村内6つの集落から「ヒツバン（櫃番）」「サカバン（酒番）」各1名が代表となり祭りを執り行う。サカバンは本来祝宴で用いる酒（どぶろく・甘酒）を作ったが、現在は神前に供えるほかは酒に変わった。ヒツバンは赤飯を炊き、櫃に入れて神社に持参する。祭事参加者は集落毎に割拝殿内で土間を挟んで東西に分かれ、東のヒツバンが「エッチョウ / エーチョ（栄長）」、西のヒツバンが「モッチョウ / モーチョ（茂長）」と声を挙げながら相手方に赤飯をしゃもじで播き合う。現在は拝殿の外で東西に分かれて行う。これには武尊様のおかげでこんなに穫れたという意味と、猿に沢山赤飯をやるからこれ以上田畑を荒らさないでくれという意味があるという。その後拝殿内で宴として酒を酌み交わす。謡として「高砂」「四海波」「千秋楽」を謡い、頃合いを見て白猿に扮したサカヤクの1人が本殿から飛び出し、裸足になって待っていたヒツバン・サカバンがこれを追いかける。猿役と追う者は社殿の周りを3回右回りで巡る。このとき追う者は猿役を追い越してはならない。猿役は白頭巾に白装束で、口に半紙を咥えて手に幣束を持つ。白頭巾に白装束という格好は1970年（昭和45年）に考案されたものという。回り終えると幣束は再び本殿に納められて祭りは終わりとなる。
2000年（平成12年）12月27日に重要無形民俗文化財に指定された。
これに類する祭事としては、片品村幡谷の武尊神社の「申祭り」がある。「ことしもよういさー来年もよういさー千年もよういさー万年もよういさーよりあってよういさー」と唱和しながら社殿の周りを回るが、猿は登場しない。
片品村越本の武尊神社は、寛政年間に当社から分祀したとされ、「武尊祭り」では各家が持ち寄った赤飯を奪い合い、赤飯を握り飯にして各家で食べる。この祭りにも猿は現れない。

## 周辺
- 群馬県道64号線
- 花の駅・片品 花咲の湯